# Порт Вейл
«Порт Вейл» (англ. «Port Vale Football Club») — англійський футбольний клуб з Берслема, Сток-он-Трент, графство Стаффордшир. Заснований 1876 року на околицях Сток-он-Тренту. Ніколи не грали в вищому англійському дивізіоні. Домашній стадіон "Вейл Парк", відкритий 1950 року. Принциповий суперник — Сток Сіті, дербі між цими клубами називається «Дербі Гончарів». Клуб виступає в Другій футбольній лізі Англії.

## Історія
Порт Вейл заснований 1876 року. Після переїзду команди в Берслем 1884 року, команда змінила назву на «Берслем Порт Вейл». Перші декілька сезонів клуб грав в напівпрофесійній Футбольній Лізі Мідленду. 1892 року клуб був одним з 12 засновників Другого дивізіону Футбольної Ліги Англії.

## Досягнення
- Чемпіон Третього дивізіону Футбольного ліги: 1929–30, 1953–54
- Чемпіон Четвертого дивізіону Футбольного ліги: 1958–59
- Володар Трофею Футбольної ліги: 1993, 2001